# パガニーニの主題による幻想変奏曲
『パガニーニの主題による幻想変奏曲』作品71（パガニーニのしゅだいによるげんそうへんそうきょく、Fantasy Variations on a Theme by Niccolo Paganini, Opus 71）はジェイムズ・バーンズが作曲した吹奏楽曲。

## 概要
アメリカ海兵隊軍楽隊（United States Marine Band）の隊長ジョン・ブージョワ（John R. Bourgeois）の委嘱により1988年に作曲され、その年にインディアナポリスで開催された音楽教育者全米会議（Music Educators National Conference）で初演された。海兵隊軍楽隊はその後もミッドウェスト・クリニックを含むコンサートツアーで演奏し、1990年の初のソ連公演でも取り上げている。
ニコロ・パガニーニがヴァイオリン独奏のために作曲した『24の奇想曲』の第24番「クワジ・プレスト」の旋律を主題とする変奏曲として書かれている。海兵隊軍楽隊の高い演奏技術を披露するように、それぞれの変奏に各楽器のソロやセクションをフィーチャーしている。
演奏時間は約15分。楽譜は1989年にサザン・ミュージック（Southern Music Company）から出版された。

## 編成
| 木管 | 木管                 | 金管  | 金管     | 弦・打 | 弦・打 |
| ---- | -------------------- | ----- | -------- | ------ | --- |
| Fl.  | 3, Picc.             | Crnt. | 3, Tp. 2 | Cb.    | ● |
| Ob.  | 2（2はE.H.持ち替え） | Hr.   | 4        | Timp.  | ● |
| Fg.  | 2                    | Tbn.  | 3        | 他     | 5 (Sn.Dr., B.D., Cym., Tamb., Tri., Whip, Wood Bl., Pang Cym., Tam-t., Bell Tree, Ratchet, Temple Blocks, Tom-Toms, Castanets, Xylo., Orch. Bells, Vibr., Chimes) |
| Cl.  | 3, Bass, C-Alto      | Bar.  | ●        | 他     | 5 (Sn.Dr., B.D., Cym., Tamb., Tri., Whip, Wood Bl., Pang Cym., Tam-t., Bell Tree, Ratchet, Temple Blocks, Tom-Toms, Castanets, Xylo., Orch. Bells, Vibr., Chimes) |
| Sax. | Alt. 2 Ten. 1 Bar. 1 | Tub.  | ●        | 他     | 5 (Sn.Dr., B.D., Cym., Tamb., Tri., Whip, Wood Bl., Pang Cym., Tam-t., Bell Tree, Ratchet, Temple Blocks, Tom-Toms, Castanets, Xylo., Orch. Bells, Vibr., Chimes) |

## 構成
序奏、主題と20の変奏からなる。
1. 序奏
アレグロ・リゾルート、2/4拍子
テュッティによる
2. 主題
オーボエの独奏で始まり、次いでフルートとアルトサクソフォーンが加わる主題の提示
3. 第1変奏
木管楽器と金管楽器による
4. 第2変奏
ウン・ポコ・ピウ・モッソ、2/4拍子
B♭クラリネットによる16分音符の技巧的な変奏
5. 第3変奏
アンダンテ・ミステリオーソ、3/4拍子
ミュートを付けたトロンボーン、コントラバス、ティンパニの伴奏に、コントラアルト・クラリネットの独奏が旋律を奏する
6. 第4変奏
プレスト、2/4拍子
フルートとピッコロによる16分音符の技巧的な変奏
7. 第5変奏
モデラート・アッサイ、3/4拍子
バリトンとテューバの4声によるゆったりとした変奏
8. 第6変奏
アレグロ・モデラート、2/4拍子
バスーンの二重奏にホルンの対旋律が絡む
9. 第7変奏
アンダンテ・モデラート、4/4拍子
オーボエの旋律にB♭クラリネットとバスクラリネットが寄り添う
10. 第8変奏
サクソフォーン四重奏による叙情的な変奏
11. 第9変奏
アレグロ・ヴィーヴォ、6/8拍子
バスクラリネットの独奏による軽快な変奏
12. 第10変奏
前の変奏にバスーン、B♭クラリネット、ヴィブラフォーン、次いでサクソフォーンとバリトンが加わる
13. 第11変奏
2/4拍子
スネアドラムのリズムに乗って奏される、コルネットとトランペットによる華やかな変奏
14. 第12変奏
メノ・モッソ
トロンボーンによる朗々とした変奏
15. 第13変奏
ピウ・モッソ、3/4拍子
ホルン四重奏による
16. 第14変奏
4/4拍子
テュッティによるクライマックスを迎え、全休止の後、アダージョになってオーボエのカデンツァ風の独奏で次の変奏に続く
17. 第15変奏
ウン・ポコ・ピウ・モッソ、3/4拍子
バスーン、アルト・サクソフォーン、ホルン、バリトンによる叙情的な変奏
18. 第16変奏
アダージョ・マ・ノン・トロッポ、5/4拍子
イングリッシュホルンによるロマンティックな変奏
19. 第17変奏
アレグロ・ジョコーソ、2/4拍子
打楽器群のみによる変奏
20. 第18変奏
木管楽器による軽快な変奏
21. 第19変奏
金管楽器群で始まり、サクソフォーン、次いで木管楽器が加わり、テュッティで次の変奏に続く
22. 第20変奏
フィナーレ、ア・テンポ・プリモ
テュッティによる壮大な旋律の後、ピウ・ヴィーヴォで劇的に終わる